# Christoph Fleisch
Christoph Fleisch (* 22. Juni 1983) ist ein österreichischer Fußballspieler.

## Karriere
Fleisch begann seine Karriere beim FC Sulz. 1997 kam er in das BNZ Vorarlberg, in dem er bis 2002 spielte. Zur Saison 2002/03 wechselte er zum Regionalligisten FC Rot-Weiß Rankweil. Im Juli 2002 debütierte er in der Regionalliga, als er am ersten Spieltag jener Saison gegen die SVG Reichenau in der Startelf stand. Seinen ersten Treffer in der Regionalliga erzielte er über drei Jahre nach seinem Debüt im August 2005 bei einem 3:3-Remis gegen die Red Bull Juniors.
Nach über 150 Regionalligaspielen für Rankweil wechselte er im Jänner 2008 zum Ligakonkurrenten FC Dornbirn 1913. Mit Dornbirn stieg Fleisch 2009 in die zweite Liga auf. In der Aufstiegssaison 2008/09 kam er in 28 Spielen in der Regionalliga zum Einsatz. Sein Debüt in der zweithöchsten Spielklasse gab er im Juli 2009, als er am ersten Spieltag der Saison 2009/10 gegen den SKNV St. Pölten in der Startelf stand. Zu Saisonende stieg er mit Dornbirn wieder in die Regionalliga ab.
Daraufhin wechselte er zur Saison 2010/11 zum Regionalligisten SC Bregenz. In jener Saison absolvierte er für Bregenz 25 Spiele in der Regionalliga, in denen er acht Tore erzielte.
Im Sommer 2011 wechselte Fleisch in die Schweiz zum Drittligisten FC Gossau. Für Gossau kam er in der Saison 2011/12 zu 25 Einsätzen in der 1. Liga. Nach einer Saison im Ausland kehrte er zur Saison 2012/13 nach Österreich zurück und wechselte zum Regionalligisten FC Hard. In seinen drei Jahren bei Hard absolvierte er 75 Regionalligaspiele und erzielte dabei 20 Tore.
Im Sommer 2015 kehrte er zu Bregenz zurück. Mit dem inzwischen in Schwarz-Weiß Bregenz umbenannten Verein musste er 2016 jedoch in die Vorarlbergliga absteigen. Nach dem Abstieg wechselte er zur Saison 2016/17 zum viertklassigen FC Lauterach.